# Тростјанец
Тростјанец (укр. Тростянець) град је Украјини, у Сумској области. Према процени из 2012. у граду је живело 21.463 становника.

## Становништво
Према процени, у граду је 2012. живело 21.463 становника.
| 1979.  | 1989.  | 2001.  | 2012.  |
| ------ | ------ | ------ | ------ |
| 23.655 | 25.706 | 23.308 | 21.463 |